# Cynethryth (Offa)

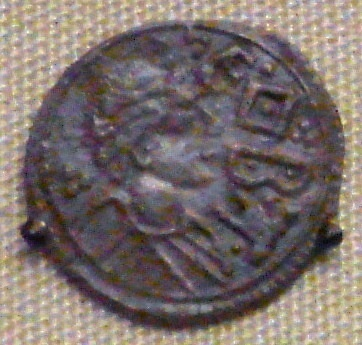
Münze mit dem Porträt der Königin Cynethryth

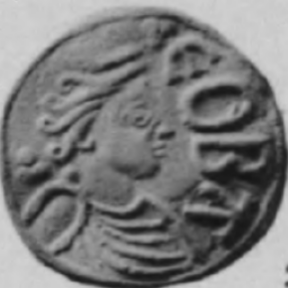
Münze mit dem Porträt der Königin Cynethryth und der Signatur des Münzmeisters Eoba aus Canterbury

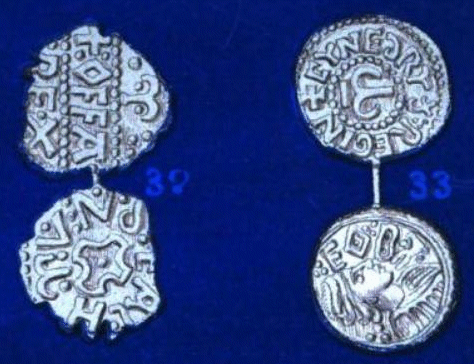
Münzen mit dem Namen Offas und dem Porträt der Königin Cynethryth

Cynethryth (auch: Cyneðryð, Cyneðryþ, Cyneþryð, Cynedrida oder Kynedrith; † nach 798) war die Gattin des Offa von Mercia und Königin des angelsächsischen Königreichs Mercia im späten 8. Jahrhundert.

## Familie
Cynethryth stammte vermutlich aus Mercia. Näheres über ihre Herkunft ist unbekannt. Spekulativ ist die These, dass sie möglicherweise von Penda (626–655) abstammte, dessen Frau und Töchter – Cynewise, Cyneburh und Cyneswith – verwandte Namen trugen.
Sie heiratete vor 770 Offa von Mercia, mit dem sie fünf Kinder hatte:
- Ælfflæd, verheiratet mit Æthelred I. von Northumbria.
- Ecgfrith, König  von Mercia
- Eadburh, verheiratet mit Beorhtric von Wessex.
- Æthelburh, Äbtissin
- Æthelswith/Ælfthryth, Nonne in Croyland Abbey.

## Leben
Die Bedeutung Cynethryths geht aus erhaltenen Briefen und Urkunden hervor. Alkuin ließ ihr in Briefen Grüße ausrichten und bezeichnete sie als dispensatrix domus regiae („Verwalterin des königlichen Haushalts“). Auch Papst Hadrian I. (772–795) nannte sie in einem Privileg namentlich neben Offa, woraus geschlossen wurde, dass sie an der Herrschaft Offas aktiv teilhatte. Seit 770 unterzeichnete sie oftmals als Zeugin die Chartas des Königs.
Offas Bemühungen, den Thron für seine Linie zu sichern, gaben vermutlich den Ausschlag für die hohe Stellung Cynethryths bei Hof. Die Legitimität des Thronfolger Ecgfrith sollte über alle Zweifel erhaben sein. Nach dem Selbstverständnis ihrer Zeit war sie durch die Gnade Gottes Königin geworden, wie ihre Unterschrift Cyneðryð Dei gratia regina Merciorum unter einer Urkunde des Jahres 780 bezeugt. Ihre außergewöhnliche Stellung kam auch darin zum Ausdruck, dass sie die einzige angelsächsische Königin war, in deren Namen (Cynethryth regina Merciorum, „Cynethryth, Königin der Mercier“) Münzen geprägt wurden. Auf Bitten seiner „verehrten Königin“ (veneranda Cynedritha regina mea) bestätigte Offa 787 auf der Synode von Æcleaht Privilegien der Abtei Chertsey Abbey. Nachdem Ecgfrith 787 zum Mitregenten seines Vaters wurde, scheint ihr politischer Einfluss nachgelassen zu haben.
In späteren Legenden erschien Cynethryth als „böse Königin“, durch deren Intrige der heilige Æthelberht im Jahr 794 ermordet worden sein soll. Im Gegensatz dazu hob der Zeitgenosse Alkuin in einem seiner Briefe ihre Güte und Klugheit hervor. Aus heutiger Sicht ist die Beteiligung Cynethryths an dem Mord zumindest ungesichert und die Detailschilderungen der Legenden wenig glaubwürdig. Nach Offas Tod im Jahr 796 wurde sie Äbtissin des Klosters in Cookham, zu dem auch Kirchen in Bedford und Pectanege (Lage unbekannt) gehörten. Sie starb nach dem Jahr 798.